# Olympische Sommerspiele 2008/Leichtathletik – 800 m (Männer)

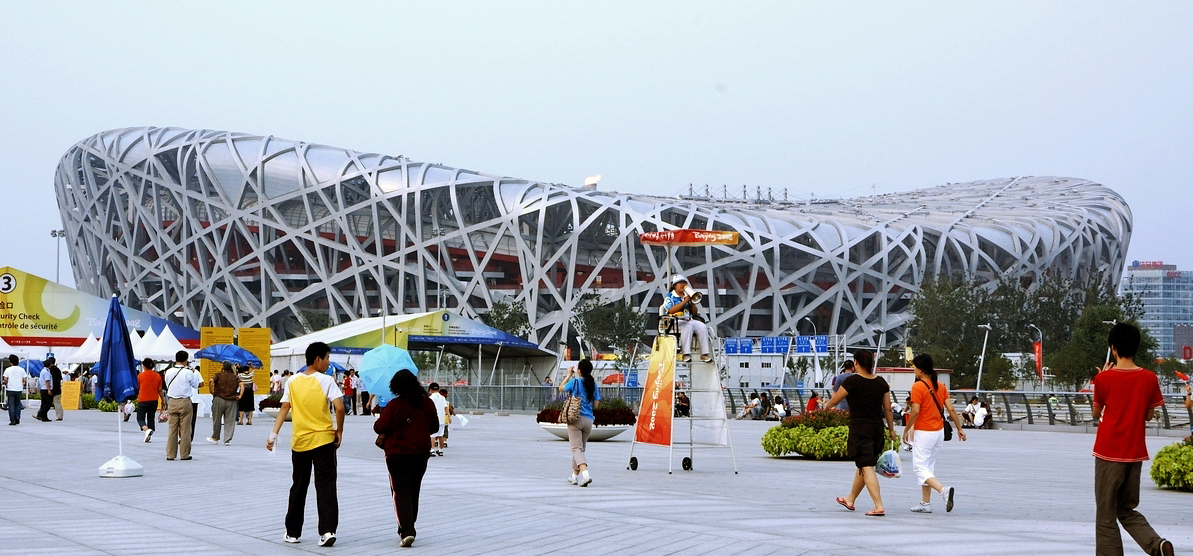
Das Vogelnest – Olympiastadion von Peking

Der 800-Meter-Lauf der Männer bei den Olympischen Spielen 2008 in Peking wurde vom 20. bis zum 23. August 2008 im Nationalstadion Peking ausgetragen. 58 Athleten nahmen daran teil.
Die drei Medaillengewinner kamen aus Afrika. Olympiasieger wurde der Kenianer Wilfred Bungei, Silber gewann Ismail Ahmed Ismail aus dem Sudan und der Kenianer Alfred Kirwa Yego errang die Bronzemedaille.

## Aktuelle Titelträger
| Olympiasieger 2004                      | Juri Borsakowski ( Russland)       | 1:44,45 min | Athen 2004          |
| Weltmeister 2007                        | Alfred Kirwa Yego ( Kenia)         | 1:47,09 min | Ōsaka 2007          |
| Europameister 2006                      | Bram Som ( Niederlande)            | 1:46,56 min | Göteborg 2006       |
| Panamerikanischer Meister 2007          | Yeimer López ( Kuba)               | 1:44,58 min | Rio de Janeiro 2007 |
| Zentralamerika und Karibik-Meister 2008 | Andy González ( Kuba)              | 1:46,11 min | Cali 2008           |
| Südamerika-Meister 2007                 | Kléberson Davide ( Brasilien)      | 1:49,61 min | São Paulo 2007      |
| Asienmeister 2007                       | Mohammed al-Salhi ( Saudi-Arabien) | 1:51,73 min | Amman 2007          |
| Afrikameister 2008                      | David Lekuta Rudisha ( Kenia)      | 1:44,20 min | Addis Abeba 2008    |
| Ozeanienmeister 2008                    | Aunese Curreen ( Samoa)            | 1:51,16 min | Saipan 2008         |

## Rekorde

### Bestehende Rekorde
| Weltrekord         | 1:41,11 min | Wilson Kipketer ( Dänemark) | Köln, Deutschland      | 24. August 1997 |
| Olympischer Rekord | 1:42,58 min | Vebjørn Rodal ( Norwegen)   | Finale OS Atlanta, USA | 31. Juli 1996   |

Der bestehende olympische Rekord wurde bei diesen Spielen nicht erreicht. Die schnellste Zeit erzielte der kenianische Olympiasieger Wilfred Bungei mit 1:44,65 min im Finale am 23. August. Den Rekord verfehlte er damit um 2,07 Sekunden. Zum Weltrekord fehlten ihm 3,54 Sekunden.

### Rekordverbesserungen
Es wurde ein neuer Landesrekorde aufgestellt
- 1:47,45 min – Aunese Curreen (Samoa), fünfter Vorlauf am 20. August

## Vorläufe
Es fanden acht Vorläufe statt. Die jeweils zwei ersten jeden Laufes (hellblau unterlegt) sowie die acht zeitschnellsten Athleten (hellgrün unterlegt) qualifizierten sich für die Halbfinals.

### Vorlauf 1
20. August 2008, 19:00 Uhr
| Platz | Name                  | Nation     | Zeit        |
| ----- | --------------------- | ---------- | ----------- |
| 1     | Wilfred Bungei        | Kenia      | 1:44,90 min |
| 2     | Juri Borsakowski      | Russland   | 1:45,15 min |
| 3     | Nadjim Manseur        | Algerien   | 1:45,62 min |
| 4     | Fabiano Peçanha       | Brasilien  | 1:46,54 min |
| 5     | Thomas Chamney        | Irland     | 1:47,66 min |
| 6     | Lachlan Renshaw       | Australien | 1:49,19 min |
| 7     | Ehsan Mohajer Shojaei | Iran       | 1:49,25 min |

### Vorlauf 2

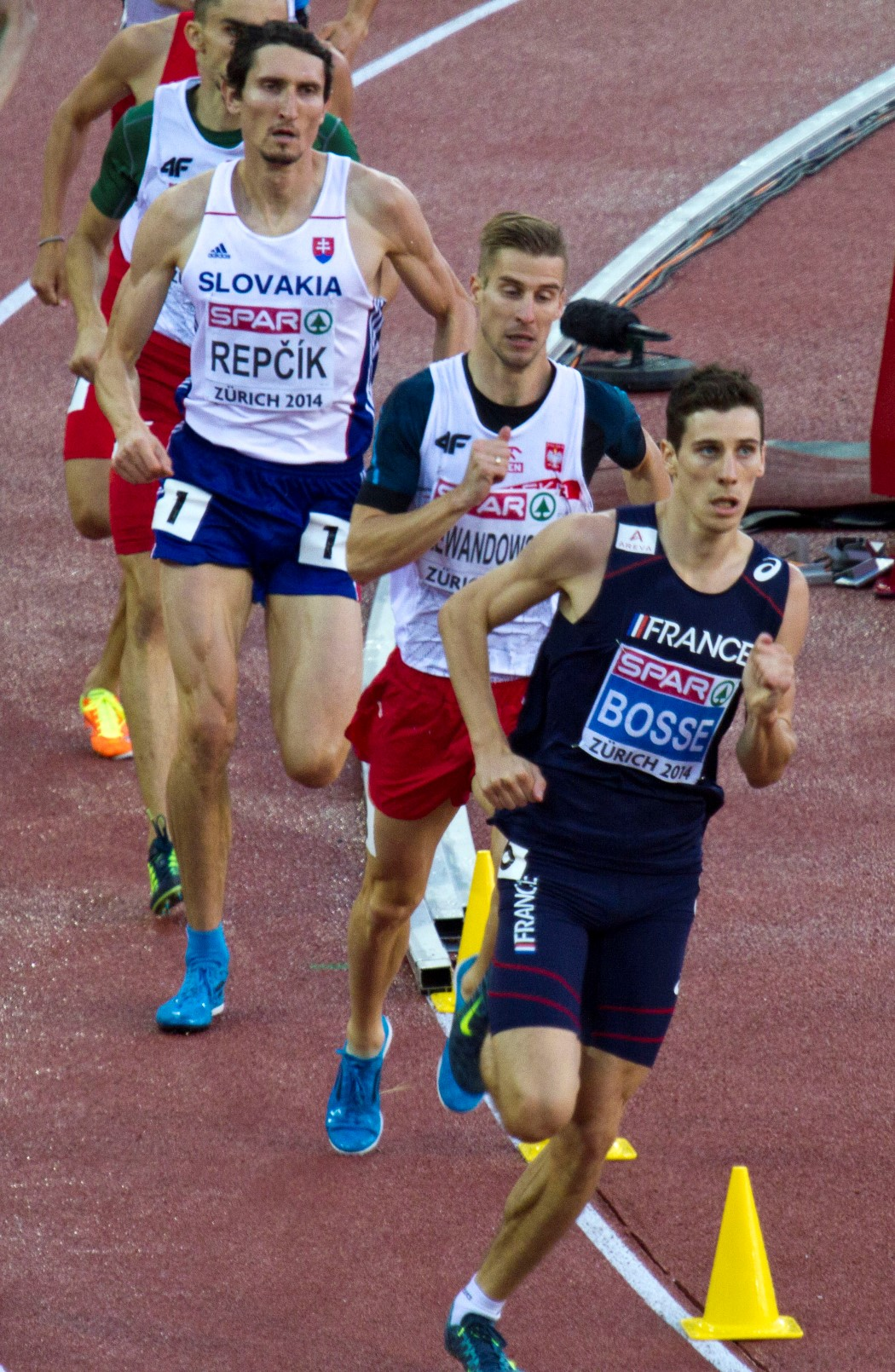
Jozef Repčík – ausgeschieden als Fünfter des zweiten Vorlaufs

20. August 2008, 19:08 Uhr
| Platz | Name              | Nation        | Zeit        |
| ----- | ----------------- | ------------- | ----------- |
| 1     | Abubaker Kaki     | Sudan         | 1:46,98 min |
| 2     | Mohammed al-Salhi | Saudi-Arabien | 1:47,02 min |
| 3     | Dmitri Bogdanow   | Russland      | 1:47,49 min |
| 4     | Onalenna Baloyi   | Botswana      | 1:47,89 min |
| 5     | Jozef Repčík      | Slowakei      | 1:48,64 min |
| 6     | Leonardo Price    | Argentinien   | 1:49,39 min |
| DNS   | Antar Zerguelaïne | Algerien      |             |

### Vorlauf 3

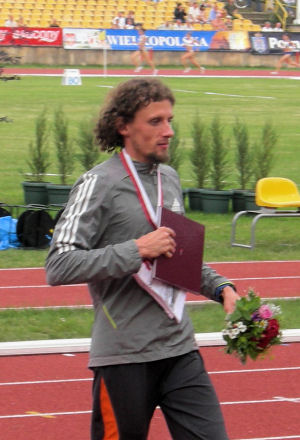
Paweł Czapiewski – ausgeschieden als Dritter des dritten Vorlaufs

20. August 2008, 19:16 Uhr
| Platz | Name              | Nation              | Zeit        |
| ----- | ----------------- | ------------------- | ----------- |
| 1     | Michael Rimmer    | Großbritannien      | 1:47,61 min |
| 2     | Mbulaeni Mulaudzi | Südafrika           | 1:47,64 min |
| 3     | Paweł Czapiewski  | Polen               | 1:47,66 min |
| 4     | Miguel Quesada    | Spanien             | 1:48,06 min |
| 5     | Li Xiangyu        | Volksrepublik China | 1:48,44 min |
| 6     | Witali Koslow     | Litauen             | 1:48,96 min |
| 7     | Samwel Mwera      | Tansania            | 1:50,67 min |

### Vorlauf 4
20. August 2008, 19:24 Uhr
| Platz | Name                 | Nation    | Zeit        | Anmerkung |
| ----- | -------------------- | --------- | ----------- | --------- |
| 1     | Nick Symmonds        | USA       | 1:46,01 min |           |
| 2     | Alfred Kirwa Yego    | Kenia     | 1:46,04 min |           |
| 3     | Antonio Manuel Reina | Spanien   | 1:46,30 min |           |
| 4     | Andy González        | Kuba      | 1:46,59 min |           |
| 5     | Mouhssin Chehibi     | Marokko   | 1:46,75 min |           |
| 6     | Eduar Villanueva     | Venezuela | 1:47,64 min |           |
| 7     | Nguyễn Đình Cương    | Vietnam   | 1:52,06 min |           |
| 8     | Derek Mandell        | Guam      | 1:57,48 min | PB        |

### Vorlauf 5
20. August 2008, 19:32 Uhr
| Platz | Name                   | Nation      | Zeit        | Anmerkung |
| ----- | ---------------------- | ----------- | ----------- | --------- |
| 1     | Manuel Olmedo          | Spanien     | 1:45,78 min |           |
| 2     | Ismail Ahmed Ismail    | Sudan       | 1:45,87 min |           |
| 3     | Gary Reed              | Kanada      | 1:46,02 min |           |
| 4     | Dmitrijs Miļkevičs     | Lettland    | 1:47,12 min |           |
| 5     | Samson Ngoepe          | Südafrika   | 1:47,42 min |           |
| 6     | Aunese Curreen         | Samoa       | 1:47,45 min | NR        |
| 7     | Souleymane Ould Chebal | Mauretanien | 1:57,43 min |           |

### Vorlauf 6

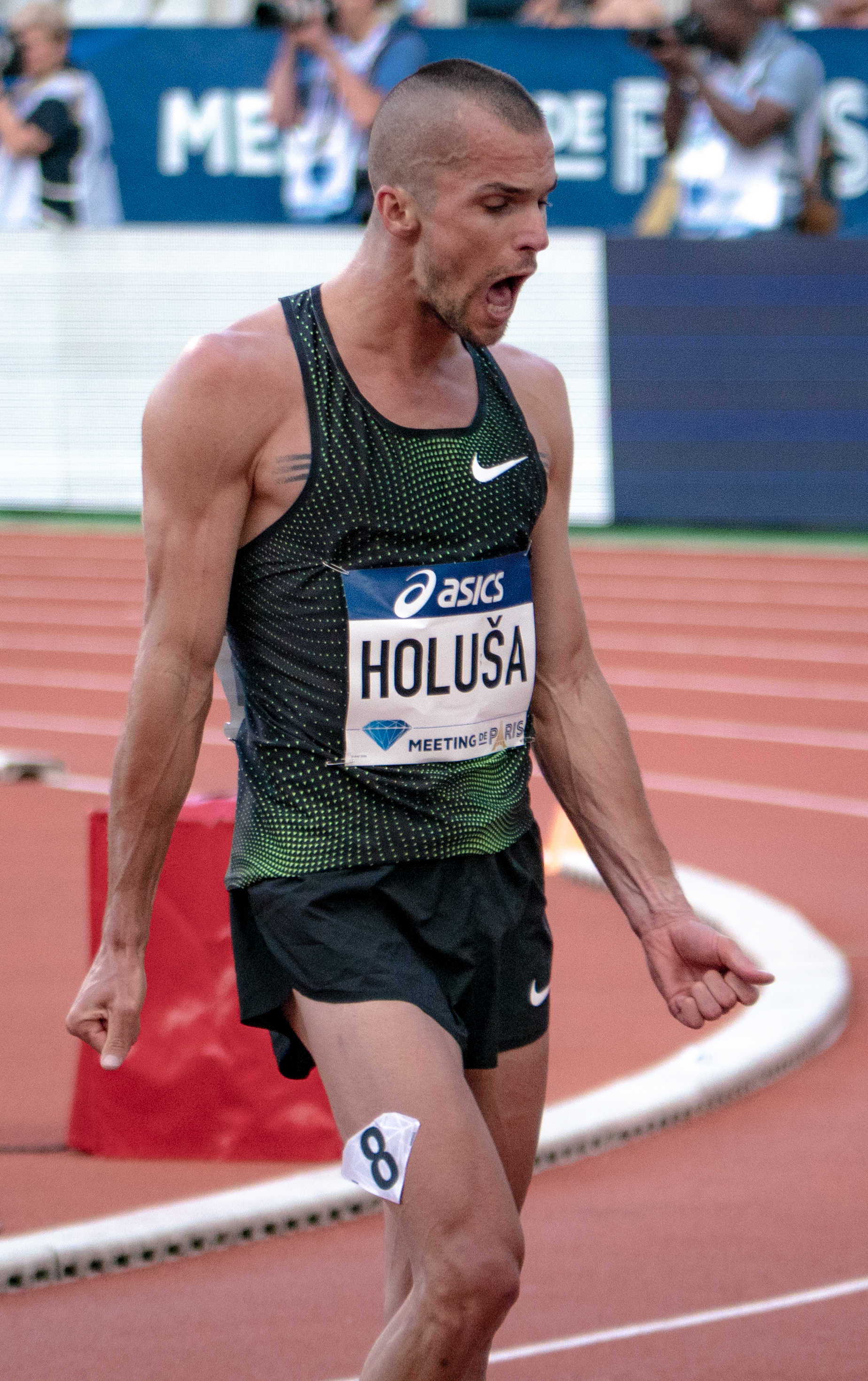
Jakub Holuša – ausgeschieden als Dritter des sechsten Vorlaufs
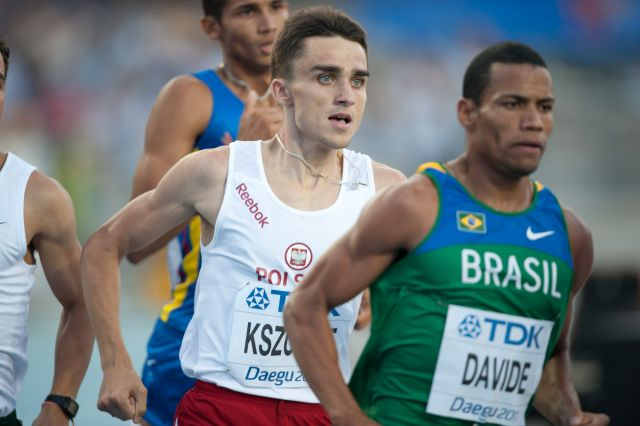
Kléberson Davide – ausgeschieden als Fünfter des sechsten Vorlaufs

20. August 2008, 19:40 Uhr
| Platz | Name               | Nation     | Zeit        |
| ----- | ------------------ | ---------- | ----------- |
| 1     | Amine Laalou       | Marokko    | 1:47,86 min |
| 2     | Abraham Chepkirwok | Uganda     | 1:47,93 min |
| 3     | Jakub Holuša       | Tschechien | 1:48,19 min |
| 4     | Christian Smith    | USA        | 1:48,20 min |
| 5     | Kléberson Davide   | Brasilien  | 1:48,53 min |
| 6     | Achraf Tadili      | Kanada     | 1:48,87 min |
| 7     | Fadrique Iglesias  | Bolivien   | 1:50,57 min |
| 8     | Mohammed al-Yafaee | Jemen      | 1:54,82 min |

### Vorlauf 7

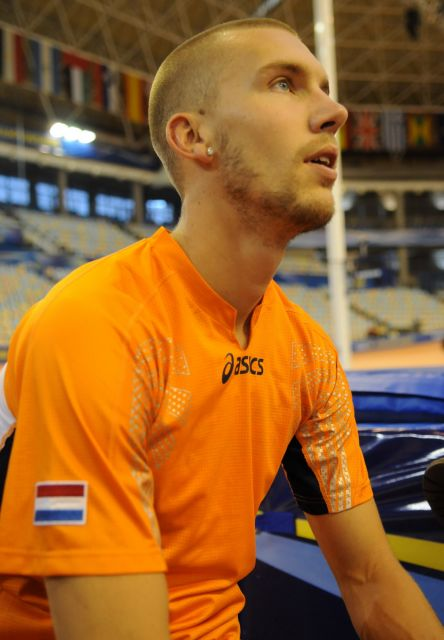
Robert Lathouwers – nach Fotoauswertung ausgeschieden als Dritter des siebten Vorlaufs
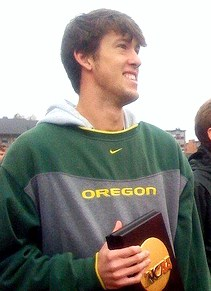
Andrew Wheating – ausgeschieden als Vierter des siebten Vorlaufs
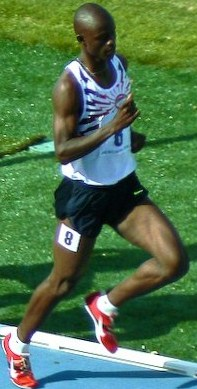
Abdoulaye Wagne – ausgeschieden als Fünfter des siebten Vorlaufs

20. August 2008, 19:48 Uhr
| Platz | Name              | Nation      | Zeit        |
| ----- | ----------------- | ----------- | ----------- |
| 1     | Mohammad al-Azemi | Kuwait      | 1:46,94 min |
| 2     | Yusuf Saad Kamel  | Bahrain     | 1:46,94 min |
| 3     | Robert Lathouwers | Niederlande | 1:46,94 min |
| 4     | Andrew Wheating   | USA         | 1:47,05 min |
| 5     | Abdoulaye Wagne   | Senegal     | 1:47,50 min |
| 6     | Aldwyn Sappleton  | Jamaika     | 1:48,19 min |
| 7     | Sergei Pakura     | Kirgisistan | 1:50,54 min |

### Vorlauf 8

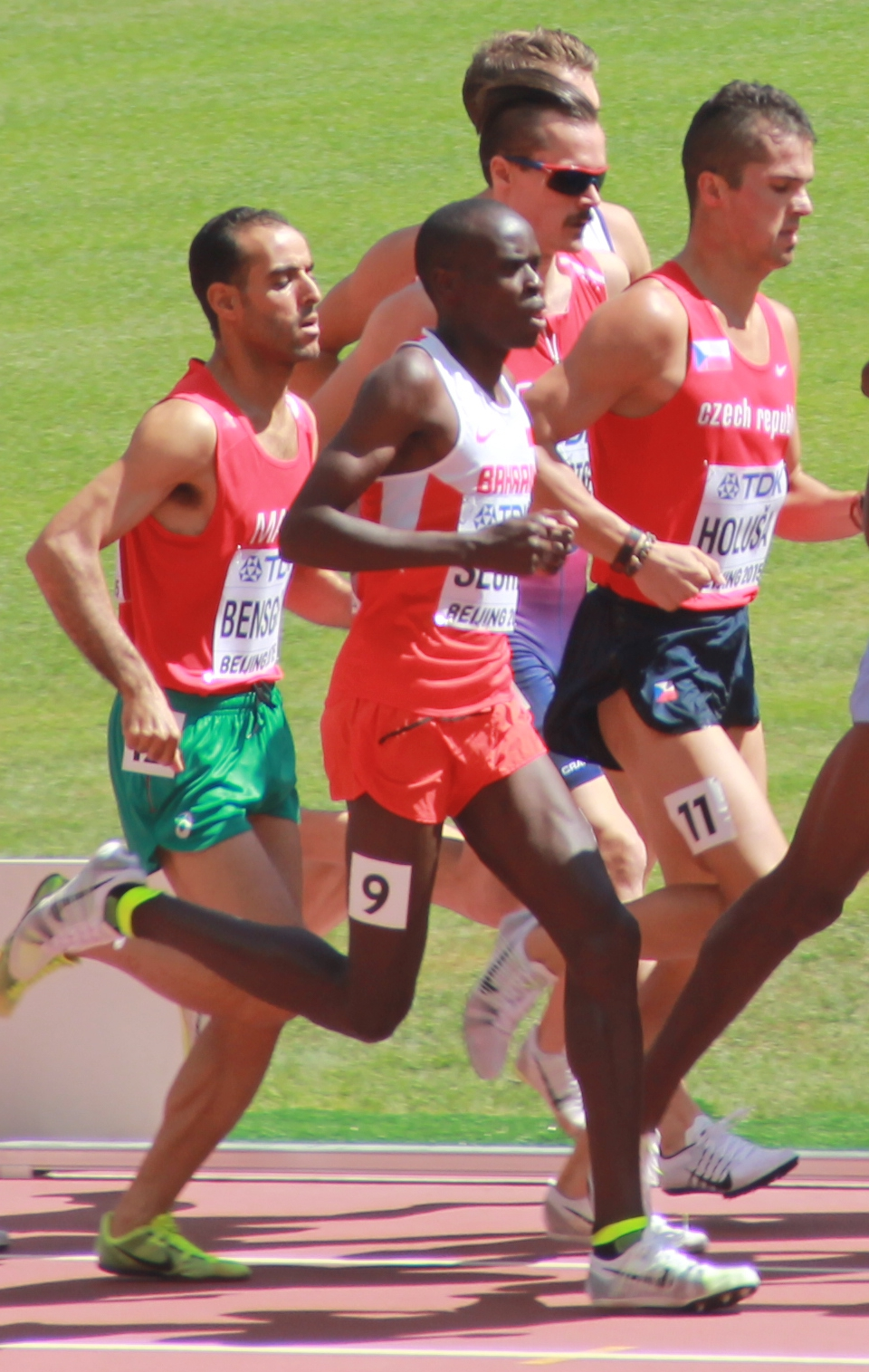
Yassine Bensghir (ganz links) – ausgeschieden als Siebter des achten Vorlaufs

20. August 2008, 19:56 Uhr
| Platz | Name                 | Nation   | Zeit        |
| ----- | -------------------- | -------- | ----------- |
| 1     | Yeimer López         | Kuba     | 1:45,66 min |
| 2     | Boaz Kiplagat Lalang | Kenia    | 1:45,72 min |
| 3     | Nabil Madi           | Algerien | 1:45,75 min |
| 4     | Marcin Lewandowski   | Polen    | 1:45,89 min |
| 5     | Belal Mansoor Ali    | Bahrain  | 1:45,95 min |
| 6     | Sajjad Moradi        | Iran     | 1:46,10 min |
| 7     | Yassine Bensghir     | Marokko  | 1:46,88 min |
| 8     | Mikko Lahtio         | Finnland | 1:47,20 min |

## Halbfinale
Das Halbfinale wurde in drei Läufen ausgetragen, in welchen sich die jeweils zwei besten Läufer (hellblau unterlegt) sowie zwei weitere Zeitschnellste (hellgrün unterlegt) für das Finale qualifizierten.

### Lauf 1
21. August 2008, 19:50 Uhr
| Platz | Name               | Nation        | Zeit        |
| ----- | ------------------ | ------------- | ----------- |
| 1     | Wilfred Bungei     | Kenia         | 1:46,23 min |
| 2     | Yeimer López       | Kuba          | 1:46,40 min |
| 3     | Juri Borsakowski   | Russland      | 1:46,53 min |
| 4     | Amine Laalou       | Marokko       | 1:46,74 min |
| 5     | Nick Symmonds      | USA           | 1:46,96 min |
| 6     | Mohammed al-Salhi  | Saudi-Arabien | 1:47,14 min |
| 7     | Marcin Lewandowski | Polen         | 1:47,24 min |
| 8     | Mohammad al-Azemi  | Kuwait        | 1:47,65 min |

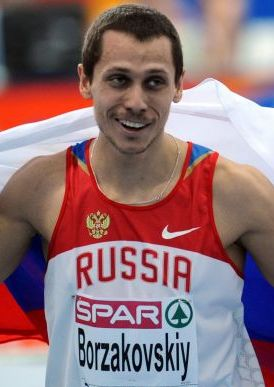
Juri Borsakowski – ausgeschieden als Dritter des ersten Halbfinals

Weitere im ersten Halbfinale ausgeschiedene Läufer:

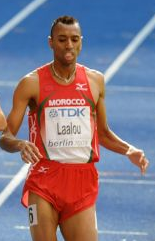
Amine Laalou – Rang vier
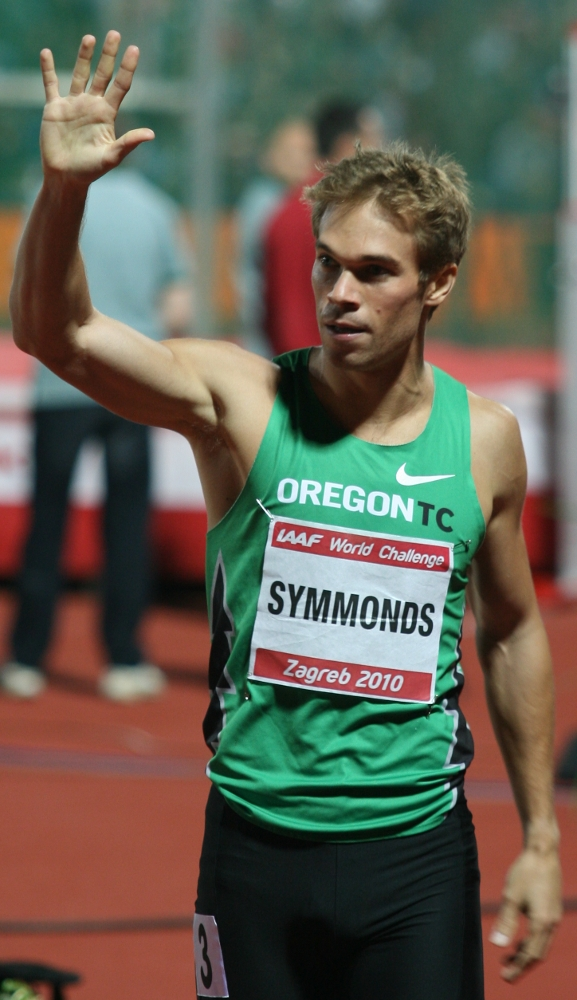
Nick Symmonds – Rang fünf
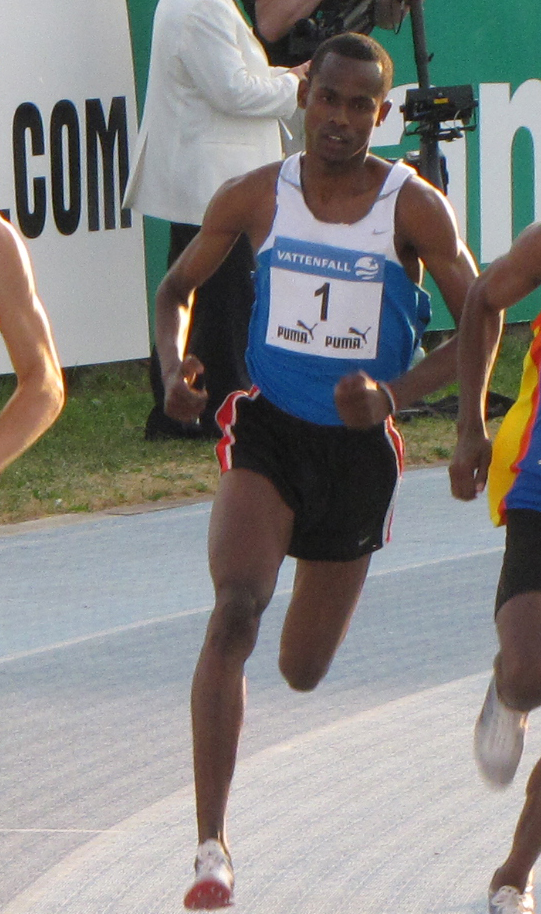
Mohammed al-Salhi – Rang sechs
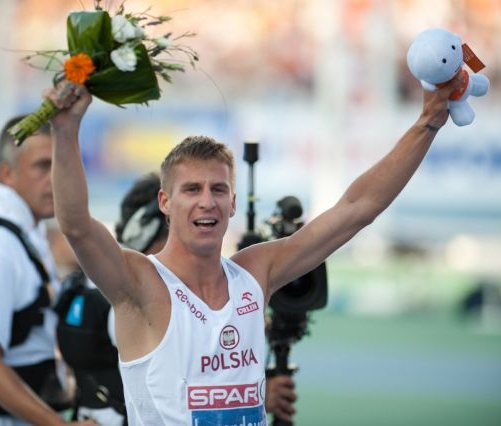
Marcin Lewandowski – Rang sieben

### Lauf 2

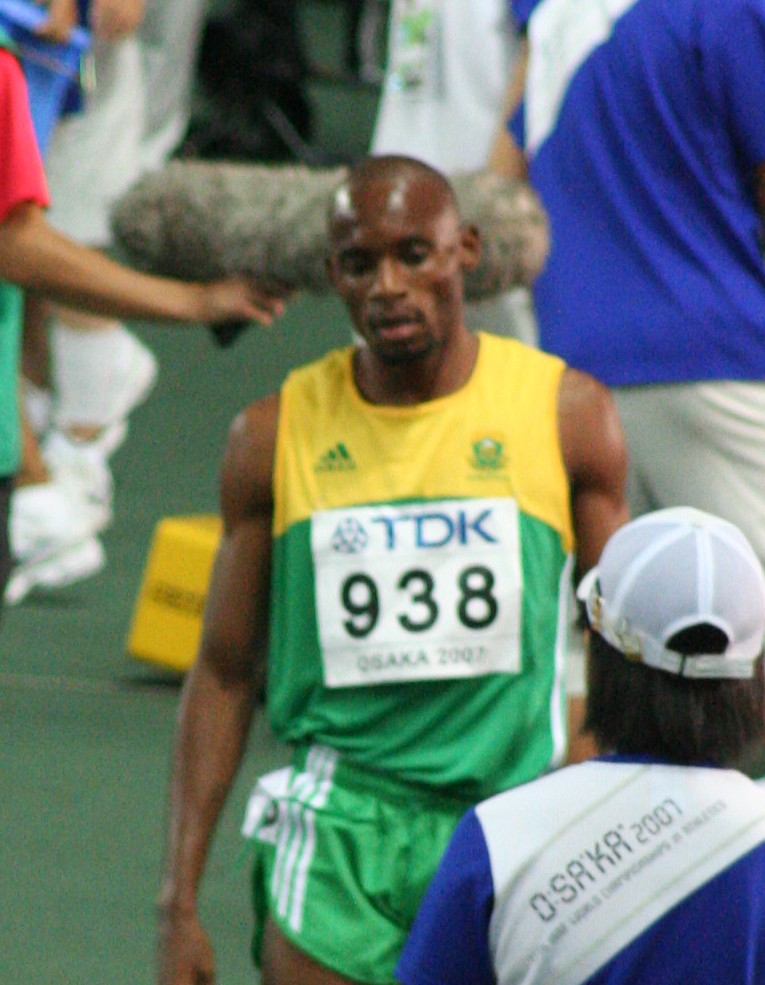
Der Olympiazweite von 2004 Mbulaeni Mulaudzi schied aus als Sechster des zweiten Halbfinals

21. August 2008, 19:58 Uhr
| Platz | Name                 | Nation    | Zeit        |
| ----- | -------------------- | --------- | ----------- |
| 1     | Alfred Kirwa Yego    | Kenia     | 1:44,73 min |
| 2     | Ismail Ahmed Ismail  | Sudan     | 1:44,91 min |
| 3     | Yusuf Saad Kamel     | Bahrain   | 1:44,95 min |
| 4     | Nadjim Manseur       | Algerien  | 1:45,54 min |
| 5     | Sajjad Moradi        | Iran      | 1:46,08 min |
| 6     | Mbulaeni Mulaudzi    | Südafrika | 1:46,24 min |
| 7     | Antonio Manuel Reina | Spanien   | 1:46,40 min |
| 8     | Fabiano Peçanha      | Brasilien | 1:47,07 min |

### Lauf 3
21. August 2008, 20:06 Uhr
| Platz | Name                 | Nation         | Zeit        |
| ----- | -------------------- | -------------- | ----------- |
| 1     | Nabil Madi           | Algerien       | 1:45,63 min |
| 2     | Gary Reed            | Kanada         | 1:45,85 min |
| 3     | Boaz Kiplagat Lalang | Kenia          | 1:45,87 min |
| 4     | Manuel Olmedo        | Spanien        | 1:45,91 min |
| 5     | Belal Mansoor Ali    | Bahrain        | 1:46,37 min |
| 6     | Michael Rimmer       | Großbritannien | 1:48,07 min |
| 7     | Abraham Chepkirwok   | Uganda         | 1:49,16 min |
| 8     | Abubaker Kaki        | Sudan          | 1:49,19 min |

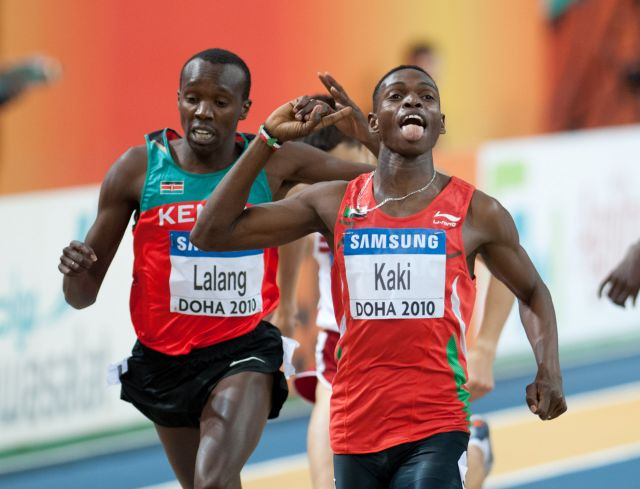
Boaz Kiplagat Lalang (links) – ausgeschieden als Dritter des dritten Halbfinals

Weitere im dritten Halbfinale ausgeschiedene Läufer:

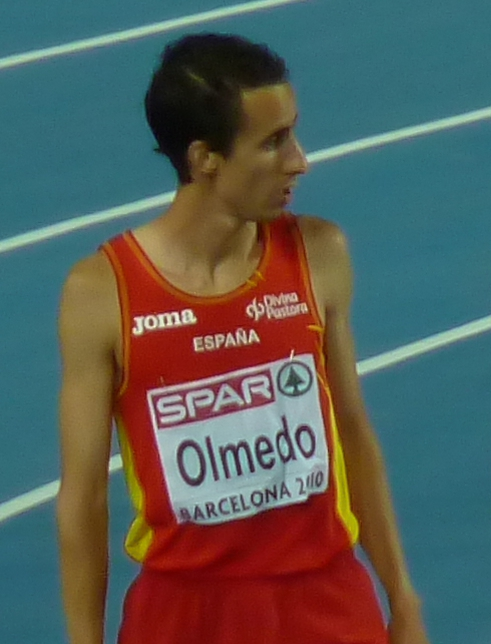
Manuel Olmedo – Rang vier
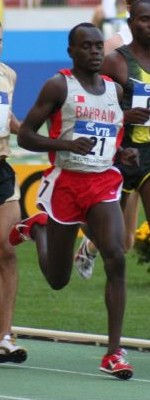
Belal Mansoor Ali – Rang fünf
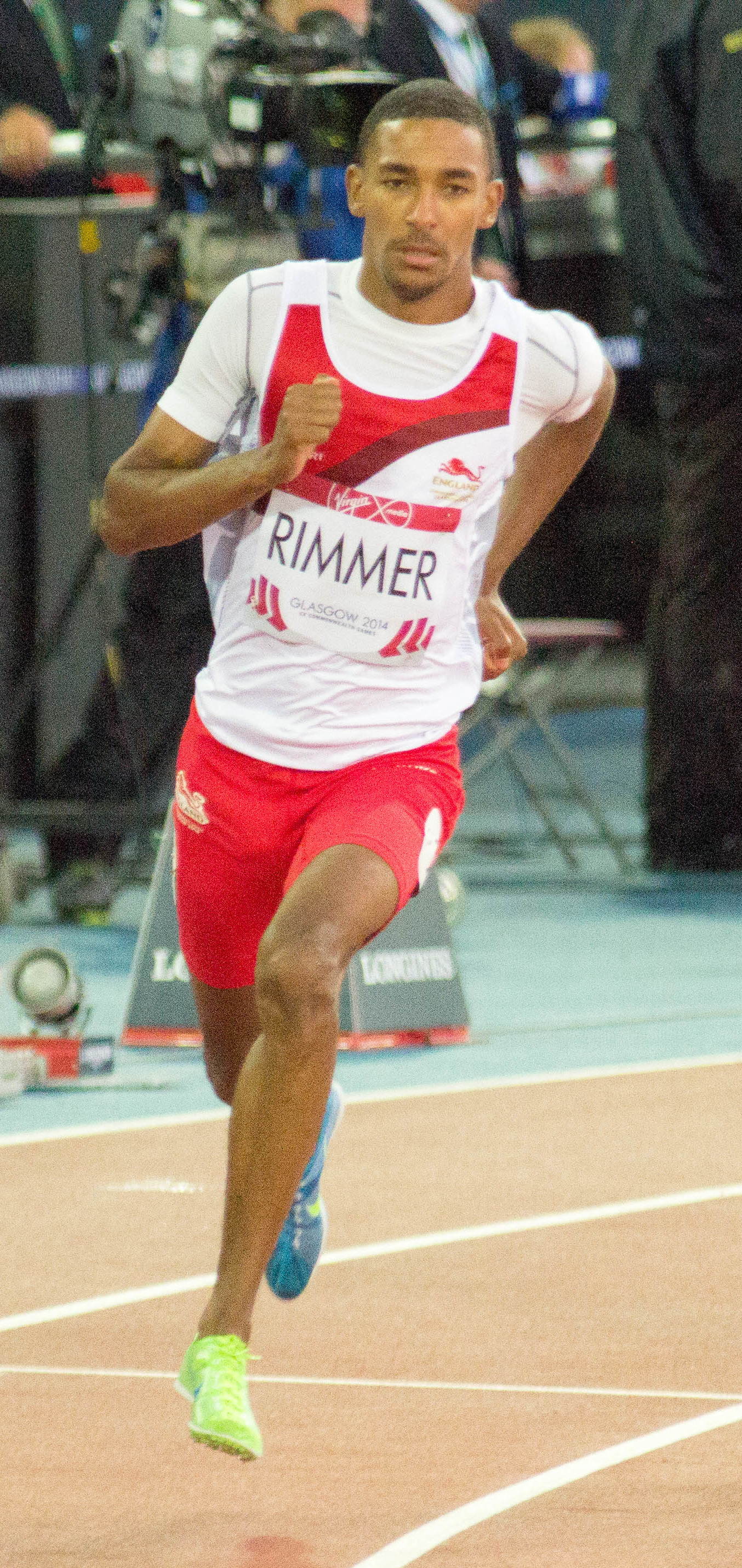
Michael Rimmer – Rang sechs
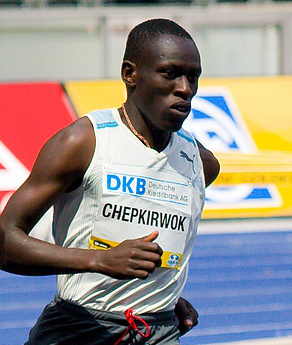
Abraham Chepkirwok – Rang sieben
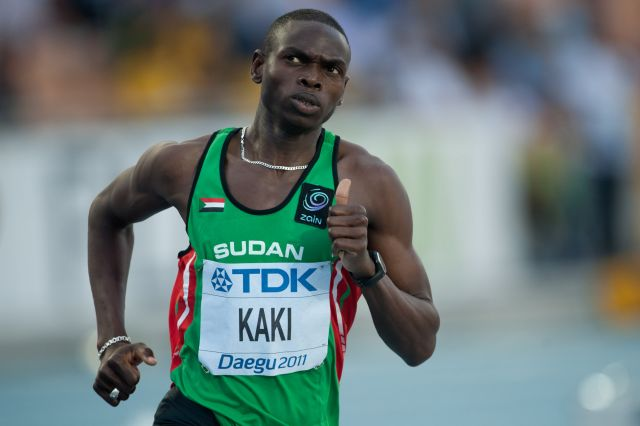
Abubaker Kaki – Rang acht

## Finale
23. August 2008, 19:30 Uhr
| Platz | Name                | Nation   | Zeit        | Anmerkung |
| ----- | ------------------- | -------- | ----------- | --------- |
| 1     | Wilfred Bungei      | Kenia    | 1:44,65 min |           |
| 2     | Ismail Ahmed Ismail | Sudan    | 1:44,70 min |           |
| 3     | Alfred Kirwa Yego   | Kenia    | 1:44,82 min |           |
| 4     | Gary Reed           | Kanada   | 1:44,94 min |           |
| 5     | Yusuf Saad Kamel    | Bahrain  | 1:44,95 min |           |
| 6     | Yeimer López        | Kuba     | 1:45,88 min |           |
| 7     | Nabil Madi          | Algerien | 1:45,96 min |           |
| 8     | Nadjim Manseur      | Algerien | 1:47,19 min |           |

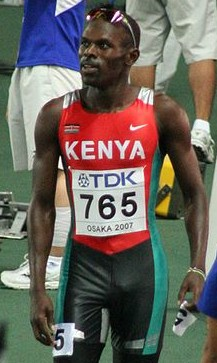
Start-Ziel-Sieg für Wilfred Bungei

Es gab keinen eindeutigen Favoriten für dieses Rennen, ein spannender Wettkampf wurde erwartet. Mit guten Aussichten gingen der amtierende Weltmeister Alfred Kirwa Yego aus Kenia sowie sein Landsmann Wilfred Bungei, WM-Vierter von 2005 und WM-Fünfter von 2007 ins Rennen. Überraschend hatte der in den letzten Jahren überzeugende Russe Juri Borsakowski, Olympiasieger von 2004, Vizeweltmeister von 2005 und WM-Dritter von 2007, das Finale nicht erreicht. Stark einzuschätzen war auch der kanadische Vizeweltmeister von 2007 Gary Reed.
Im Finale standen sich jeweils zwei Algerier und Kenianer sowie je ein Läufer aus Bahrain, Kanada, Kuba und dem Sudan gegenüber.
Von Beginn an übernahm Bungei ohne ein hohes Tempo anzuschlagen die Führungsposition in diesem Rennen. Die ersten vierhundert Meter wurden in 53,53 Sekunden mit Bungei an der Spitze durchlaufen. Das Feld blieb dichtgedrängt zusammen. Der Sudanese Ismail Ahmed Ismail und Yego folgten auf den nächsten Plätzen. Auch auf der Gegengeraden der Schlussrunde änderte sich kaum etwas in der Rangfolge, erst in der Zielkurve griff der Kubaner Yeimer López entschlossen an und setzte sich an die dritte Position hinter dem weiter führenden Bungei und Ismail. Doch im Schlussspurt hatte López nichts mehr zuzusetzen und fiel wieder zurück. Bungei und Ismail dagegen ließen sich ihre Spitzenpositionen nicht mehr nehmen. Wilfred Bungei wurde Olympiasieger vor Ismail Ahmed Ismail. Auf dem dritten Rang lag bis dreißig Meter vor dem Ziel noch der Bahrainer Yusuf Saad Kamel. Doch auf den letzten Metern machte Alfred Kirwa Yego noch einmal letzte Kräfte frei und gewann die Bronzemedaille. Von ganz hinten zog auch Gary Reed mit einem starken Finish noch an Yusuf Saad Kamel vorbei, die beiden belegten am Ende die Plätze vier und fünf. Sechster wurde Yeimer López vor den beiden Läufern aus Algerien.
Alle drei Medaillen gingen an Läufer aus Afrika.

Ismail Ahmed Ismail gewann mit seiner Silbermedaille die erste olympische Medaille für den Sudan überhaupt.

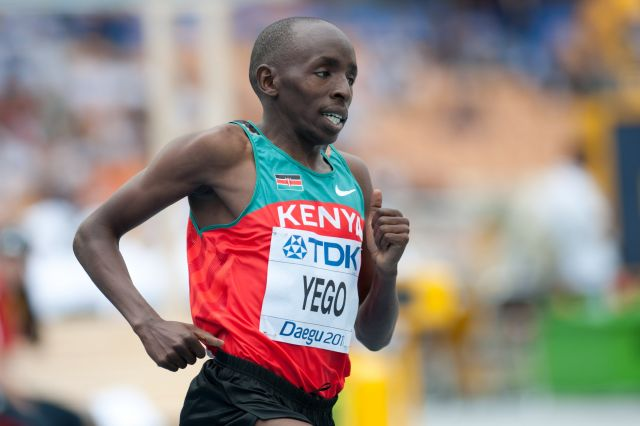
Bronze für Alfred Kirwa Yego
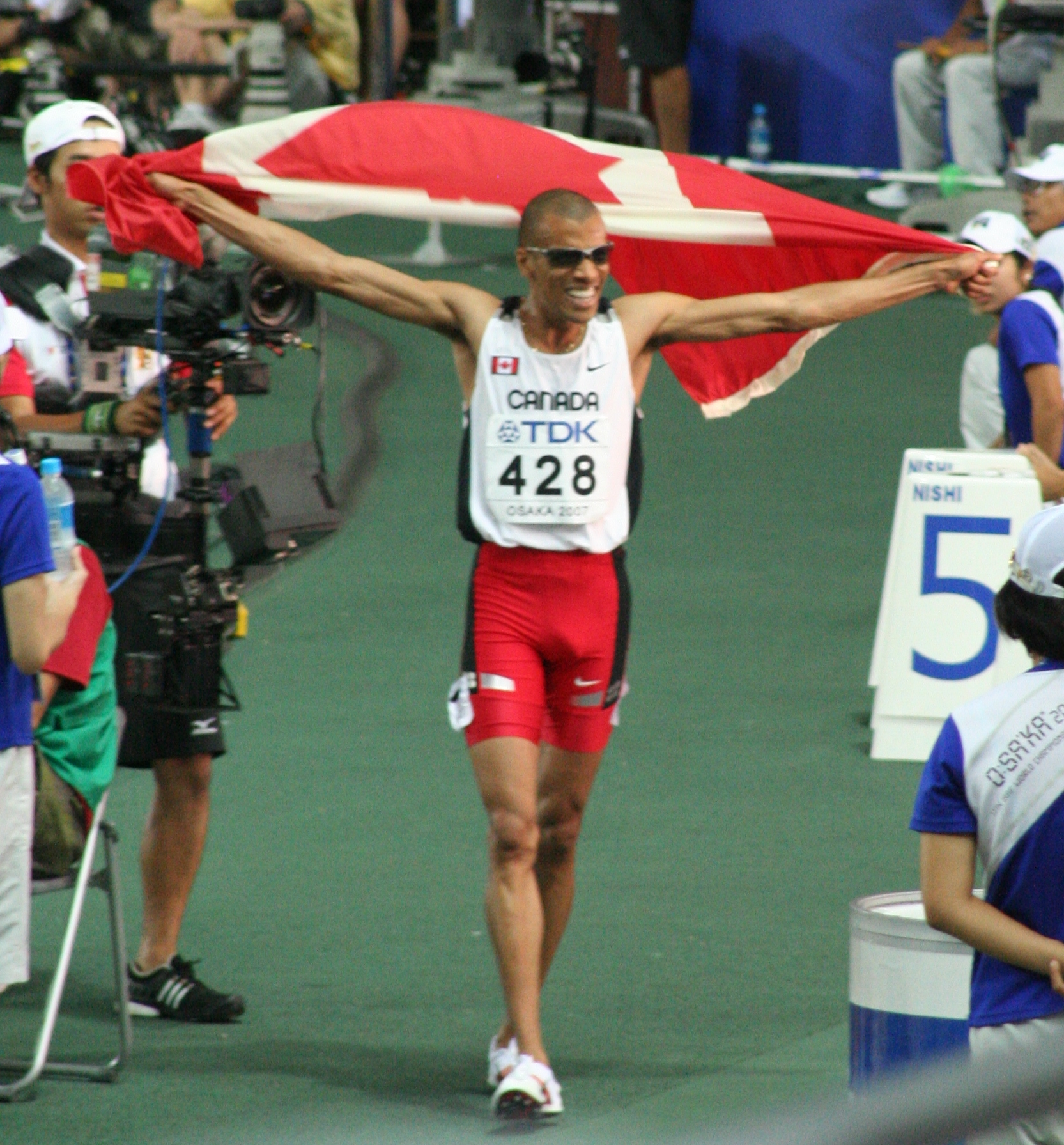
Gary Reed erreichte Platz vier
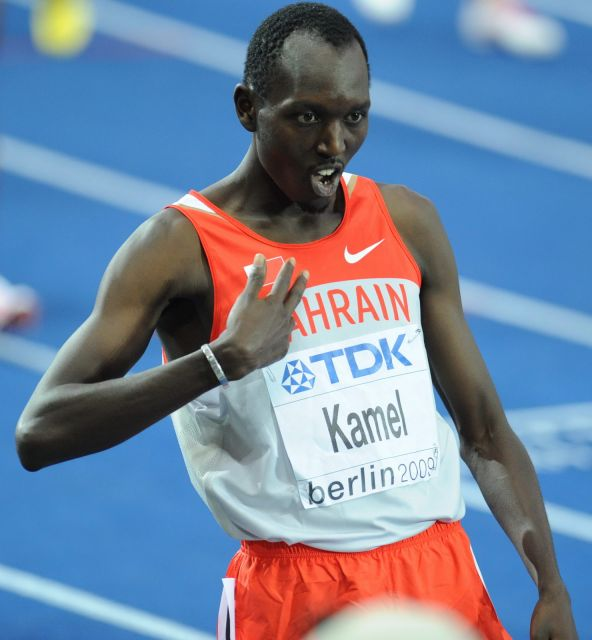
Yusuf Saad Kamel wurde Fünfter
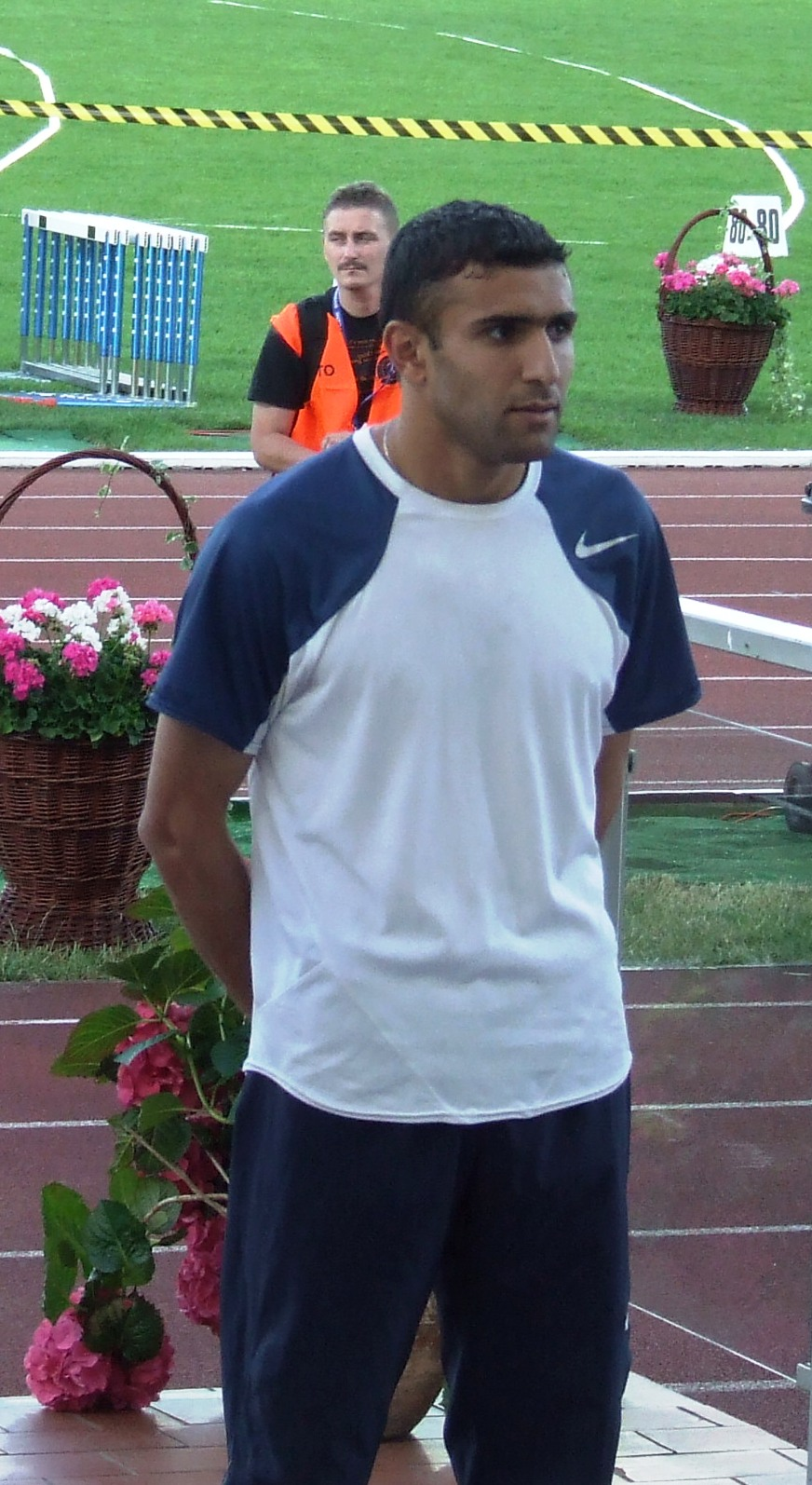
Nabil Madi belegte Rang sieben

## Video
- Wilfred Bungei wins Men's 800m Olympic final, Beijing 2008, youtube.com, abgerufen am 4. März 2022